# Assistant Secretary of State for Economic and Business Affairs

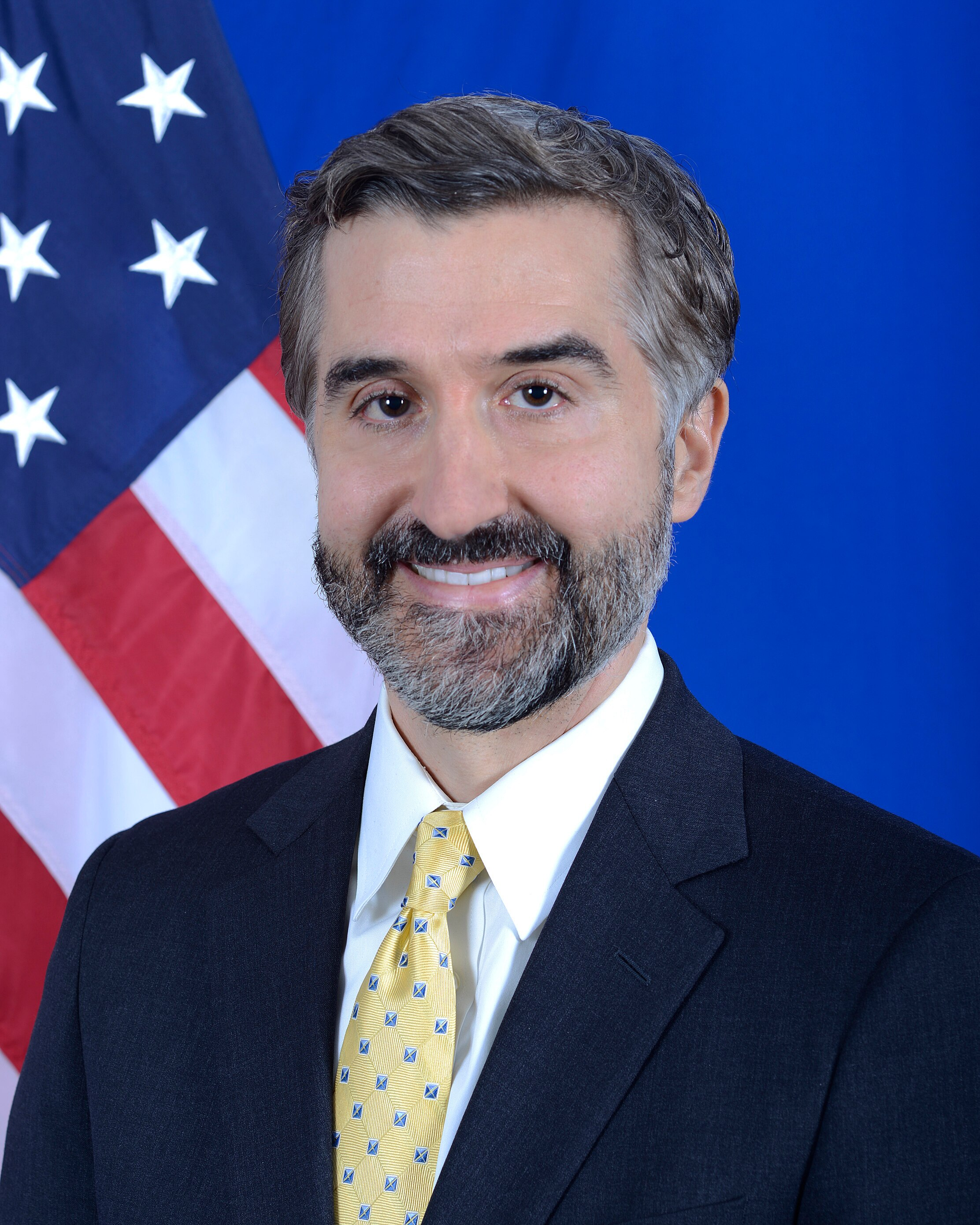
Ramin Toloui, derzeitiger Assistant Secretary

Organigramm: Die administrative Gliederung des Außenministeriums (englisch)

Der Assistant Secretary of State for Economic and Business Affairs ist eine Amtsbezeichnung im Außenministerium der Vereinigten Staaten. Der Amtsinhaber ist Leiter des Bureau of Economic and Business Affairs. Er untersteht dem Under Secretary of State for Economic Growth, Energy, and the Environment.
Ende 1944 erschuf das Außenministerium zunächst den Posten des Assistant Secretary of State for Economic Affairs. Am 15. September 1972 wurde der Titel in Assistant Secretary of State for Economic and Business Affairs umbenannt. Die Aufgabe des Amtsinhabers besteht in der Unterstützung US-amerikanischer Unternehmen im Ausland.

## Amtsinhaber
| Amtszeit  | Name                         | Bemerkung        |
| --------- | ---------------------------- | ---------------- |
| 1946–1952 | Willard Long Thorp           |                  |
| 1952–1953 | Harold Francis Linder        |                  |
| 1953–1955 | Samuel Clark Waugh           |                  |
| 1957      | Thorsten Valentine Kalijarvi |                  |
| 1957–1960 | Thomas Clifton Mann          |                  |
| 1960–1962 | Edwin McCammon Martin        |                  |
| 1962–1965 | Gove Griffith Johnson Jr.    |                  |
| 1965–1969 | Anthony Morton Solomon       |                  |
| 1969–1971 | Philip Harold Trezise        |                  |
| 1972–1974 | Willis Coburn Armstrong      |                  |
| 1974–1975 | Thomas Ostrom Enders         |                  |
| 1976      | Joseph Adolph Greenwald      |                  |
| 1976–1979 | Julius Louis Katz            |                  |
| 1980–1981 | Deane Roesch Hinton          |                  |
| 1981–1982 | Robert David Hormats         |                  |
| 1983–1985 | Richard T. McCormack         |                  |
| 1985–1987 | Douglas W. McMinn            |                  |
| 1988–1992 | Eugene J. McAllister         |                  |
| 1993–1996 | Daniel K. Tarullo            |                  |
| 1996–1999 | Alan Philip Larson           |                  |
| 2000–2006 | Earl Anthony Wayne           |                  |
| 2006–2009 | Daniel S. Sullivan           |                  |
| 2009–2013 | Jose W. Fernandez            |                  |
| 2014–2017 | Charles Hammerman Rivkin     |                  |
| 2017      | Patricia Marie Haslach       | geschäftsführend |
| 2017–2021 | Manisha Singh                |                  |
| 2021      | Peter D. Haas                | geschäftsführend |
| 2021–2022 | Matt Murray                  | geschäftsführend |
| 2022–     | Ramin Toloui                 |                  |